# Daniele Asti
Daniele Asti (Legnano, 3 dicembre 1964) è un ex ciclista su strada italiano, professionista dal 1986 al 1988. Non ottenne vittorie fra i professionisti, ma colse alcuni piazzamenti, fra cui il terzo posto nella decima tappa del Giro d'Italia 1986, sul traguardo di Pesaro, e il quinto posto al Trofeo Laigueglia del medesimo anno.

## Palmarès
- 1985 (dilettanti)

Firenze-Viareggio
Trofeo Alvaro Bacci

### Altri successi
- 1984 (dilettanti)

Prologo Giro della Valle d'Aosta (Pont-Saint-Martin > Pont-Saint-Martin, cronosquadre)

## Piazzamenti

### Grandi Giri
- Giro d'Italia

1986: 143º
1988: ritirato (12ª tappa)